# Virgularia halisceptrum
Virgularia halisceptrum är en korallart som beskrevs av Hjalmar Broch 1910. Virgularia halisceptrum ingår i släktet Virgularia och familjen Virgulariidae. Inga underarter finns listade i Catalogue of Life.